# Bandarawela Division
Bandarawela Division är en division i Sri Lanka.   Den ligger i distriktet Badulla District och provinsen Uvaprovinsen, i den södra delen av landet, 130 km öster om huvudstaden Colombo. Antalet invånare är 65 111.